# Tooltip

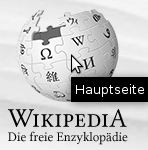
Tooltip beim Überfahren des Wikipedia-Logos, das mit der Hauptseite verlinkt ist

Ein Tooltip, laut Duden Tooltipp, ist ein kleines Pop-up-Fenster in Anwendungsprogrammen oder Webseiten. Es zeigt eine Beschreibung zu einem Element der grafischen Benutzungsoberfläche.
Alternative Namen sind unter Windows Quickinfo (‚schnelle Info‘, ‚Schnellinfo‘) sowie allgemein Mouseover oder Mouse-over, da der Tooltip angezeigt wird, wenn der Mauszeiger eine kurze Zeit unbewegt über dem entsprechenden Element verweilt (hover, ‚schwebt‘; deutsche Bedeutung in etwa ‚Mausschwebetext‘).
Tooltips haben ihren Ursprung in der Balloon Help und werden häufig zur Erklärung von Schaltflächen in der Symbolleiste verwendet, in Webbrowsern auch zur Kurzbeschreibung eines Fotos oder Linkziels. Meist werden wenige Worte in kleiner, farbig unterlegter Schrift angezeigt. Es kann jedoch auch ein größeres Element erscheinen, das auch Schaltflächen oder Links beinhaltet.
Tooltips können ergänzende Informationen zu dem zugehörigen Element enthalten, die ansonsten nicht sichtbar sind, beispielsweise genaue (absolute) Zeitstempel von relativen Zeitangaben wie „vor 3 Monaten“, und Bedeutungen von Abkürzungen; sie können aber auch den Text zeigen, den das Element selbst auch enthält. Das ist sinnvoll beispielsweise bei einer Tabellenzelle, die mehr Text enthält als in dem zur Verfügung stehenden Platz angezeigt werden kann.

## Tooltips in Webbrowsern
In der textbasierten Auszeichnungssprache HTML gibt es verschiedene Möglichkeiten, um Tooltips zu verwenden, zum Beispiel durch das title-Attribut, das Meta-Informationen zum Element angibt. Das Aussehen des Tooltips wird hierbei vom Browser bestimmt und kann sich dadurch von Browser zu Browser stark unterscheiden.

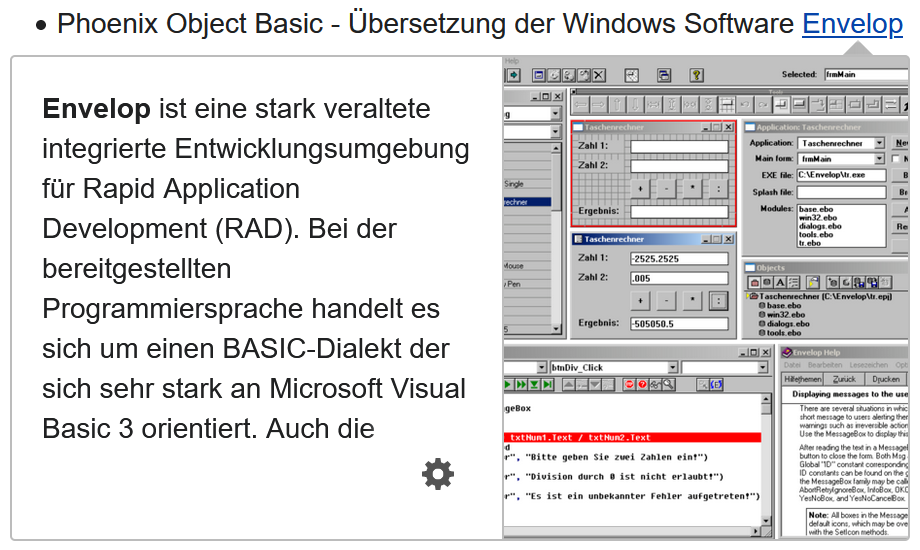
Eine Hoverbox, wie sie in Wikipedia zum Einsatz kommt, um eine Vorschau von verknüpften Artikeln anzuzeigen.

Cascading Style Sheets (CSS) und Skriptsprachen (z. B. JavaScript) geben Webentwicklern die Möglichkeit, komplexe Tooltip-Fenster zu gestalten. Allerdings kann dadurch die Barrierefreiheit beeinträchtigt werden.
Ähnlich wie bei der nativen Implementierung erscheinen diese Popup-Fenster nur dann, wenn die Maus für kurze Zeit über einem bestimmten Element (z. B. einem Hyperlink, Icon oder Formularelement) auf dem Bildschirm platziert wird, ohne zu klicken.
Neben reinem Text können derartige Popups beliebig formatiert werden und prinzipiell alle HTML-Elemente nutzen, darunter auch Formularelemente, Grafiken, Listen oder Tabellen. Zudem kann das Ein- und Ausblenden beliebig animiert werden.
Diverse Komponenten Frameworks (z. B. Bootstrap oder PrimeFaces) bieten Funktionen an, um freigestaltbare Tooltips auf möglichst einfache Art und Weise anzubieten. In der Regel wird dafür jQuery genutzt.
Neben dem weit verbreiteten Begriff Tooltip werden derartig aufbereitete Popup-Fenster gelegentlich auch als Hoverbox oder Hovercard bezeichnet. Sie werden typischerweise verwendet, um Seitenelemente auszublenden, die sonst eine Website unübersichtlich machen würden. Ebenso eignen sie sich dazu, den Benutzern eine Vorschau der Seite oder des Dokumentes, auf die ein Hyperlink verweist, anzuzeigen. Unter anderem nutzt auch Wikipedia diese Technik (siehe Hilfe:Seitenvorschaubilder).

## Balloon Tip
Ein Balloon Tip (englisch für Sprechblasentipp, alternativ ebenfalls Quickinfo, auch Infosymbol) ist ein Element der Windows-Oberflächen seit Windows 2000, das vor allem im Benachrichtigungsfeld (Infobereich, „Systray“) eingeblendet wird und Statusmeldungen aktiver Prozesse enthält. Dieses Verhalten wird vom Registrierungs-Eintrag EnableBalloonTips gesteuert. Es kann aber auch wie ein normaler Tooltip zu einem Bedienelement eines Fensters angezeigt werden, um zusätzliche Informationen einzublenden oder auch um auf das Element hinzuweisen.

## Kontextsensitive Hilfe
Unter Microsoft Windows können Dialogfenster in der Titelleiste eine ? Schaltfläche beinhalten. Klickt ein Benutzer diese Schaltfläche an, ändert sich der Mauszeiger in einen Pfeil mit Fragezeichen (). Klickt der Benutzer in diesem Modus wiederum ein Formularelement an, wird ein Tooltip-Fenster angezeigt, das eine kurze Erklärung beinhaltet, wozu das ausgewählte Formularelement dient oder was dessen Betätigung bewirkt.
Diese Funktion wird als kontextsensitive Hilfe oder Direkthilfe bezeichnet.
In den letzten Jahren hat diese Funktion zunehmend an Bedeutung verloren. In Softwareprodukten von Microsoft wurden diese Schaltflächen aus Dialogfenstern weitestgehend entfernt. In Softwareprodukten von Drittanbietern wird die Schaltfläche mit dem Fragezeichen-Symbol gelegentlich dazu verwendet, um eine Online-Dokumentation im Webbrowser zu öffnen.

## Bereitstellung als Steuerelement
In diversen Programmiersprachen und Frameworks werden unsichtbare Komponenten angeboten, mit denen das Erscheinungsbild und das Verhalten von Tooltips innerhalb einer Anwendung gesteuert werden kann. Beispiele dafür sind die Komponenten System.Windows.Forms.ToolTip aus dem .NET Framework und Vcl.Controls.TBalloonHint aus Embarcadero Delphi. Zusätzlich existieren für diverse Programmiersprachen und Plattformen auch Komponenten von Drittanbietern.
Je nach Implementierung kann der Inhalt eines Tooltip-Fensters entweder das Standarddesign des Betriebssystems nutzen oder frei gestaltet werden. Die Funktion, den Inhalt frei gestalten zu können, nennt sich „Owner Draw“. In diesem Modus können beispielsweise auch Bilder, Tabellen oder beliebig formatierte Texte dargestellt werden.